# In Your Hands
Pour l’article homonyme, voir In Your Hands (film) pour le film.
Singles de Charlie Winston
Like a Hobo Kick The Bucket
In Your Hands est une chanson interprétée par Charlie Winston, second extrait de son album Hobo.